# Старогригорьевская
Старогригорьевская — станица в Иловлинском районе Волгоградской области, в составе Новогригорьевского сельского поселения.
Население - 192 (2010)

## История
Основана как казачий городок Григорьевский не позднее 1672 года. Станица относилась ко Второму Донскому округу Области Войска Донского (до 1870 года - Земля Войска Донского). Согласно Списку населённых мест Земли Войска Донского 1862 года издания в 1859 году в станице Новогригорьевской имелась 1 православная церковь, проживало 1010 душ мужского и 875 женского пола. Согласно переписи населения Российской империи 1897 года в станице проживало 848 мужчин и 944 женщины, из них грамотных мужчин 409, грамотных женщин 94. В станичный юрт входило 17 хуторов, общая численность населения юрта превышала 7700 человек
Согласно Алфавитному списку населённых мест Области Войска Донского 1915 года в станице проживало 1349 душ мужского и 1409 женского пола, в станице имелись станичное правление, 2 церкви, 2 школы, кредитное товарищество.
В 1921 году в составе Второго Донского округа станица включена в состав Царицынской губернии. В 1928 году Старогригорьевская вошла в состав Иловлинского района Сталинградского округа (округ ликвидирован в 1930 году) Нижневолжского края (с 1934 года - Сталинградский край. В 1935 году станица включена в состав Сиротинского района Сталинградского края (с 1936 года - Сталинградской области). В 1951 году в связи с ликвидацией Сиротинского района вновь включена в состав Иловлинского района.

## Общая физико-географическая характеристика
Станица расположена в степи, примерно в 5 км от правого берега Дона, у подножия Донской гряды, являющейся частью Восточно-Европейской равнине. В пойме Дона сохранились островки пойменного леса. Центр станицы расположен на высоте около 50 метров над уровнем моря. Почвы - тёмно-каштановые, в пойме Дона - пойменные нейтральные и слабокислые.
Автомобильными дорогами станица Старогригорьевская связана со станицами Новогригорьевской (6,6 км) и Сиротинской (20 км). По автомобильным дорогам расстояние до областного центра города Волгограда составляет 120 км, до районного центра города Иловля — 47 км. В районе станицы мосты через Дон отсутствуют. Автомобильное сообщение с населёнными пунктами района, расположенными на левом берегу Дона, в т.ч. с районным центром, обеспечивается паромными переправами, расположенными у станиц Новогригорьевской и Сиротинской
Часовой пояс
Старогригорьевская, как и вся Волгоградская область, находится в часовой зоне МСК (московское время). Смещение применяемого времени относительно UTC составляет +3:00.

## Население
Динамика численности населения по годам:
| 1859 | 1873 | 1897 | 1915 | 1987 | 2002 |
| ---- | ---- | ---- | ---- | ---- | ---- |
| 1899 | 1405 | 1792 | 1758 | ≈250 | 229  |

| 2010 |
| ---- |
| 192  |